# انتخابات سراسری اردن (۱۹۵۰)
انتخابات سراسری اردن (۱۹۵۰) که در تاریخ ۱۱ آپریل ۱۹۵۰ برگزار شد، اولین انتخابات پس از پیوستن کرانه باختری به پادشاهی اردن هاشمی بود و از این رو همه اردنی‌های شرق و غرب رود اردن در آن شرکت کردند و به دلیل این مشارکت همگانی، ۴۰ کرسی مجلس به صورت مساوی میان شرق و غرب تقسیم شد. اگرچه آن زمان هنوز مشارکت احزاب در انتخابات مجاز نبود، تقریبا همه نامزدها به صورت مستقل حضور یافتند، با این حال برخی از کاندیدها از افراد وابسته به حزب لیبرال، حزب بعث عربی سوسیالیستی، حزب امت و حزب عربی قانون اساسی بودند.